# 누에바그라나다 부왕령
그라나다 신왕국 부왕령(스페인어: Virreinato del Nuevo Reino de Granada)은 1717년부터 1800년대 초까지 남아메리카 북부의 스페인 제국 관할 지역에 부여된 이름으로, 그 영토는 대략 오늘날의 콜롬비아, 에콰도르, 파나마, 베네수엘라에 해당한다. 누에바그라나다 부왕령(Virreinato de Nueva Granada), 산타페 부왕령(Virreinato de Santafé) 등으로도 불린다.
1717년 5월 27일부터 펠리페 5세가 새로운 영토 통제 정책의 일환으로 창설하였으며, 1723년 재정 문제로 중단되었다가 1739년 다시 복원되었다. 오늘날의 파나마에 해당하는 영토는 1739년 후반에 통합되었고, 베네수엘라 지방은 1777년 부왕령에서 분리되어 베네수엘라 총독령 관할로 넘어갔다. 이러한 핵심 지역 외에도 누에바 그라나다 부왕령의 영토에는 가이아나, 트리니다드 토바고, 수리남 남서부, 브라질 북서부 일부, 페루 북부가 포함되었다. 모스키토 해안의 대서양 연안 지역은 1803년 11월 20일 부왕령에 추가되었지만 실제로는 영국과 행정적 통제권을 놓고 다투었다. 1810년부터 현지 세력의 반란으로 통제력을 잃기 시작했으며, 1819년까지 모든 지역이 독립하여 그란콜롬비아 공화국을 결성했다.

## 같이 보기
- 스페인 제국